# Saint-Hostien

Saint-Hostien este o comună în departamentul Haute-Loire, Franța. În 2009 avea o populație de 659 de locuitori.